# Latènezeit

Keltische Expansion, beginnend mit dem Kernbereich der Latènekultur (ab 450 v. Chr.; orange), der sich über das ältere Hallstattgebiet (grün) entwickelte; maximale Verbreitung um 300 v. Chr. (braun)

Als Latènezeit, auch La-Tène-Zeit oder Jüngere Eisenzeit (selten auch Späte Eisenzeit), wird in der ur- und frühgeschichtlichen Archäologie Mitteleuropas der Zeitabschnitt jüngere vorrömische Eisenzeit von etwa 450 v. Chr. bis zur Zeit um Christi Geburt im Raum nördlich der Alpen bezeichnet. Diese archäologische Periode wurde nach der Fundstelle La Tène am Neuenburgersee in der Westschweiz benannt und umfasst die archäologischen Kulturgruppen des betreffenden Zeitraumes nördlich der antiken Welt, etwa:
- die Hunsrück-Eifel-Kultur
- die Jastorf-Kultur
- die Przeworsk-Kultur
- die Poienești-Lukaševka-Kultur.

Dagegen hat die Bezeichnung Latènekultur vorwiegend die archäologischen Hinterlassenschaften der Kelten zum Gegenstand.
Die Kelten der Latènekultur gingen aus dem westlichen Hallstattkreis hervor, im Osten siedelten für Jahrhunderte weiterhin Träger der Hallstattkultur.

## Chronologie
Im Raum nördlich der Alpen entwickelte sich um 800 v. Chr. aus der spätbronzezeitlichen Urnenfelderkultur Mitteleuropas (ca. 1300 v. Chr. bis 800 v. Chr.) die Hallstattkultur (800–450 v. Chr.), auf diese folgte ab 450 v. Chr. bis zur Zeit um Christi Geburt die Latènekultur.
Hans Hildebrand erkannte im Jahr 1872 in „Latène“ und „Hallstatt“ eigenständige archäologische Fundgruppen und teilte die Eisenzeit Mitteleuropas in diese beiden Perioden auf: in die Hallstattzeit (ältere Eisenzeit) sowie in die Latènezeit (jüngere Eisenzeit).
Eine erste Chronologie der Latènezeit anhand der typologischen Methode erstellte Otto Tischler im Jahr 1885 an Fibeln und Schwertern. Seitdem wird die Latènezeit chronologisch in die Frühlatènezeit, die Mittellatènezeit sowie die Spätlatènezeit bzw. in die Zeitbegriffe La Tène I, La Tène II und La Tène III unterteilt.
Paul Reinecke teilte die Latènezeit anhand der Funde aus dem namensgebenden Fundort La Tène feiner in vier Material- und Zeitgruppen und danach in die Stufen La Tène A bis La Tène D ein. La Tène A und La Tène B entsprechen dabei nach Reinicke der Frühlatènezeit – La Tène C und La Tène D gehören der Mittellatènezeit- bzw. der Spätlatènezeit an:
- Jüngere Eisenzeit (450 v. Chr.–Ende 1. Jahrhundert v. Chr.): Latènezeit
  - La Tène A: Frühlatènezeit A (La Tène I) (ca. 450–380 v. Chr.)
  - La Tène B: Frühlatènezeit B (La Tène I) (ca. 380–250 v. Chr.)
  - La Tène C: Mittellatènezeit (La Tène II) (250–150 v. Chr.)
  - La Tène D: Spätlatènezeit (La Tène III) (150 v. Chr. bis um Christi Geburt)

Die relative Chronologie zur Latènekultur von Reinecke hat für die ur- und frühgeschichtliche Archäologie bis heute Gültigkeit; sie bewährt sich für den gesamten Kulturraum der Latènezeit als zeitliche Gliederung.